# Lijst van nummer 1-hits in Noorwegen in 2005
Deze hits stonden in 2005 op nummer 1 in de VG-lista, de bekendste hitlijst in Noorwegen.
| Week | Artiest                       | Titel                         |
| ---- | ----------------------------- | ----------------------------- |
| 1    | Eric Prydz                    | Call on Me                    |
| 2    | Eric Prydz                    | Call on Me                    |
| 3    | Espen Lind                    | Unloved                       |
| 4    | Espen Lind                    | Unloved                       |
| 5    | Philip og Sandra              | Sommerflørt                   |
| 6    | Philip og Sandra              | Sommerflørt                   |
| 7    | Philip og Sandra              | Sommerflørt                   |
| 8    | Kent                          | Max 500                       |
| 9    | Philip og Sandra              | Sommerflørt                   |
| 10   | Philip og Sandra              | Sommerflørt                   |
| 11   | Alek                          | Eneste for meg                |
| 12   | Wig Wam                       | In My Dreams                  |
| 13   | Wig Wam                       | In My Dreams                  |
| 14   | Wig Wam                       | In My Dreams                  |
| 15   | Schnappi                      | Schnappi, das kleine Krokodil |
| 16   | Schnappi                      | Schnappi, das kleine Krokodil |
| 17   | Schnappi                      | Schnappi, das kleine Krokodil |
| 18   | Schnappi                      | Schnappi, das kleine Krokodil |
| 19   | Schnappi                      | Schnappi, das kleine Krokodil |
| 20   | Schnappi                      | Schnappi, das kleine Krokodil |
| 21   | Schnappi                      | Schnappi, das kleine Krokodil |
| 22   | Jorun Stiansen                | This is the Night             |
| 23   | Jorun Stiansen                | This is the Night             |
| 24   | Jorun Stiansen                | This is the Night             |
| 25   | Jorun Stiansen                | This is the Night             |
| 26   | Jorun Stiansen                | This is the Night             |
| 27   | Crazy Frog                    | Axel F                        |
| 28   | Crazy Frog                    | Axel F                        |
| 29   | Ravi, DJ Løv & The Monroes    | Tsjeriåu                      |
| 30   | Crazy Frog                    | Axel F                        |
| 31   | Crazy Frog                    | Axel F                        |
| 32   | Crazy Frog                    | Axel F                        |
| 33   | Ravi, DJ Løv & The Monroes    | Tsjeriåu                      |
| 34   | Crazy Frog                    | Axel F                        |
| 35   | Amy Deasismont                | What's in It for Me           |
| 36   | Venke Knutson                 | Just a Minute                 |
| 37   | Amy Deasismont                | What's in It for Me           |
| 38   | James Blunt                   | You're Beautiful              |
| 39   | Alejandro Fuentes             | Stars                         |
| 40   | Alejandro Fuentes             | Stars                         |
| 41   | Alejandro Fuentes             | Stars                         |
| 42   | a-ha                          | Celice                        |
| 43   | Pussycat Dolls & Busta Rhymes | Don't Cha                     |
| 44   | Pussycat Dolls & Busta Rhymes | Don't Cha                     |
| 45   | Pussycat Dolls & Busta Rhymes | Don't Cha                     |
| 46   | Madonna                       | Hung Up                       |
| 47   | Madonna                       | Hung Up                       |
| 48   | Madonna                       | Hung Up                       |
| 49   | Madonna                       | Hung Up                       |
| 50   | Ane Brun & Madrugada          | Lift Me                       |
| 51   | Ane Brun & Madrugada          | Lift Me                       |
| 52   | Ane Brun & Madrugada          | Lift Me                       |